# Una sull'altra
Una Sull'Altra (Brasil: Uma sobre a Outra) é um filme italiano de 1969, do gênero suspense, dirigido por Lucio Fulci.

É o primeiro filme de Fulci fora dos gêneros faroeste, comédia  ou musical. Una Sull'Altra teve cenas gravadas em várias cidades dos Estados Unidos, inclusive a da câmara de gás, na Prisão Estadual de San Quentin.[carece de fontes?]

## Sinopse
A mulher de um médico que administra, juntamente com o seu irmão, uma clínica que passa por problemas financeiros, morre, pois é asmática, porém, acham que o marido dela a matou, mas ele descobre uma verdade chocante sobre sua mulher que ele não pensava quem ela era de verdade, e se prepara para uma verdade surpreendente.[carece de fontes?]

## Elenco
- Jean Sorel
- Marisa Mell
- Elsa Martinelli
- Alberto de Mendoza
- John Ireland
- Riccardo Cucciolla
- Bill Vanders
- Franco Balducci
- Giuseppe Addobbati